# Prima bătălie de la Oituz (1916)
Prima bătălie de la Oituz, desfășurată între 28 septembrie/12 octombrie - 14/27 octombrie 1916, între forțele române („Grupul Oituz” - format din Divizia 15 Infanterie și Divizia 2 Cavalerie, comandat de generalul Eremia Grigorescu) și forțele germano – austro-ungare („Grupul von Schmettow” - format din Divizia 71 Infanterie austro-ungară, Divizia 1 Cavalerie austro-ungară și Divizia 3 Cavalerie germană, comandat de generalul Eberhard von Schmettow). Bătălia a avut ca rezultat zădărnicirea încercării Armatei 9 germane de forțare a Munților Carpați și pătrundere în valea Siretului, cu scopul de a tăia în două dispozitivul strategic al forțelor române.

## Contextul operativ strategic

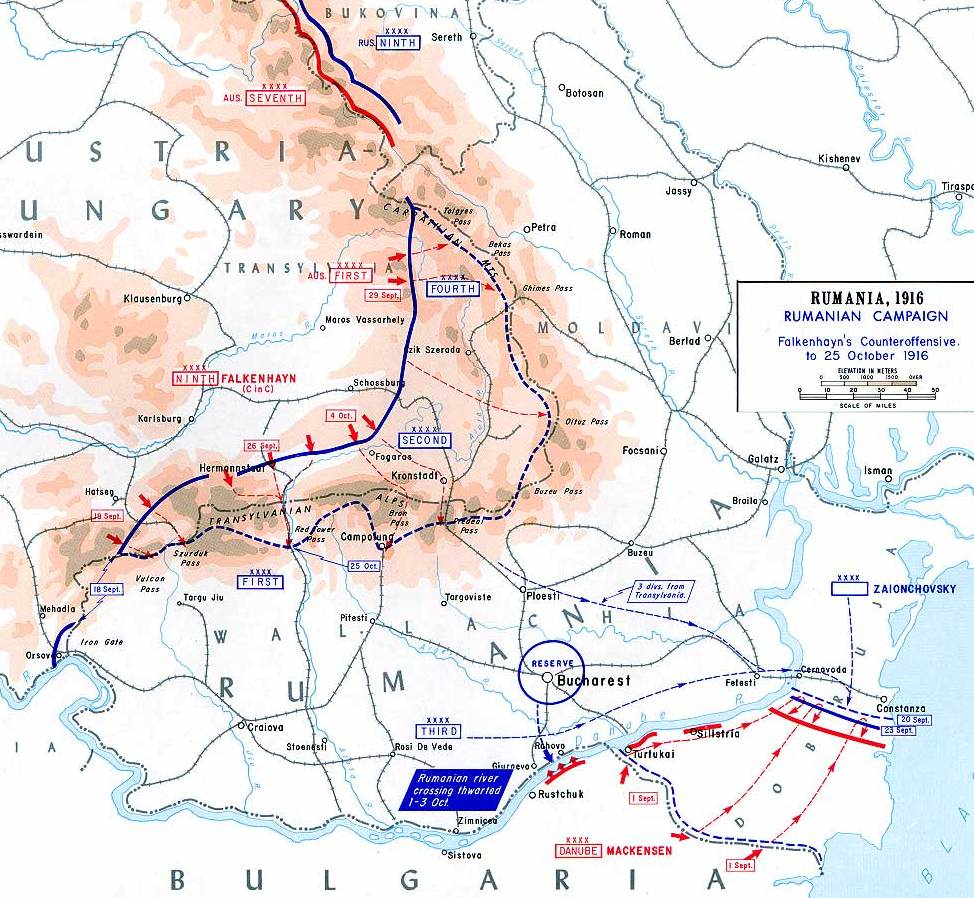
Contraatacul Puterilor Centrale, septembrie-octombrie 1916

Prima bătălie de la Oituz a făcut parte din operația de apărare a trecătorilor din Munții Carpați, cea de-a treia operație de nivel strategic desfășurată de Armata României în campania anului 1916. Ea s-a desfășurat începând cu a doua decadă a lunii septembrie și până la începutul lunii octombrie 1916, având trei obiective principale: oprirea ofensivei declanșate de inamic pe frontul din Transilvania, menținerea și consolidarea unui dispozitiv defensiv pe aliniamentul Munților Carpați și crearea condițiilor pentru reluarea inițiativei strategice și trecerea la ofensivă.:pp 472-473
Gruparea de forțe inamică era comandată de arhiducele Carol, moștenitorul tronului austro-ungar și era formată din trei armate: Armata 7 austro-ungară, acționând în Bucovina, Armata 1 austro-ungară acționând între Târnava Mare și Olt și Armata 9 germană acționând în partea sudică a frontului, aflată sub conducerea generalului Erich von Falkenhayn, proaspăt demis din funcția de  șef al Statului Major general.:pp 23-27
Planul de operații al Puterilor Centrale prevedea în faza inițială o dublă ofensivă. Prima dintre acestea era a Armatei 1 austro-ungară în zona Trotuș-Oituz având ca scop ocuparea acestei trecători și ulterior interceptarea comunicației de pe Valea Siretului pentru a preveni sosirea ajutoarelor ruse. Cea de-a doua urma să fie desfășurată de Armata 9 germană și avea ca obiectiv „deschiderea drumului peste munți spre București, pe calea cea mai scurtă, astfel ca întreg teritoriul de vest al Munteniei să fie tăiat ca de un cuțit”. Dacă aceste două operații reușeau, planul prevedea o a treia operație care consta în trecerea Dunării de către forțele aflate sub comanda lui Mackensen și desfășurarea unui atac concentrat asupra Bucureștiului.:p. 394
Planul general al ofensivei Armatei 9 germane prevedea „trecerea munților odată cu inamicul, sau în cel mai rău caz înainte ca el să aibă timpul a se instala în lucrările de fortificație existente pe înălțimile trecătorilor de pe granițe”.:p. 105 În acest scop urmau să fie atacate succesiv forțele românești care apărau trecătorile Carpaților Meridionali, în vederea ocupării prin surprindere a uneia dintre acestea și facilitarea astfel a trecerii grosului forțelor germane la sud de Carpați.:pp 105-132
Planul de operații român prevedea trecerea la apărarea strategică pe întreg frontul de nord și menținerea de către cele trei armate (1, 2 și de Nord) a aliniamentului Carpaților până la sosirea iernii „când zăpezile mari ce vor cădea peste munți vor opri operațiile”.:p. 391

## Forțe participante

### Dispozitivul forțelor române
Forțele române erau reprezentate de Grupul Oituz (comandant general de brigadă Eremia Grigorescu), ocupând un dispozitiv de luptă centrat pe valea Oituzului, cu  Divizia 15 Infanterie în flancul drept și Divizia 2 Cavalerie (comandant general de brigadă Nicolae Sinescu) în flancul stâng. Ulterior, forțele române au fost întărite cu Brigăzile 15 și 37 Infanterie din cadrul Diviziei 8 Infanterie, aflată în rezerva Armatei de Nord, la Piatra Neamț.:pp 460-461

### Dispozitivul forțelor germane
Pentru atacul pozițiilor românești, comandamentul german destinase forțele principale ale Armata 1 austro-ungară: Divizia 71 Infanterie austro-ungară, Divizia 1 Cavalerie austro-ungară și Divizia 3 Cavalerie germană.

## Comandanți

### Comandanți români
Comandant al Armatei de Nord
Comandant al Grupului Oituz

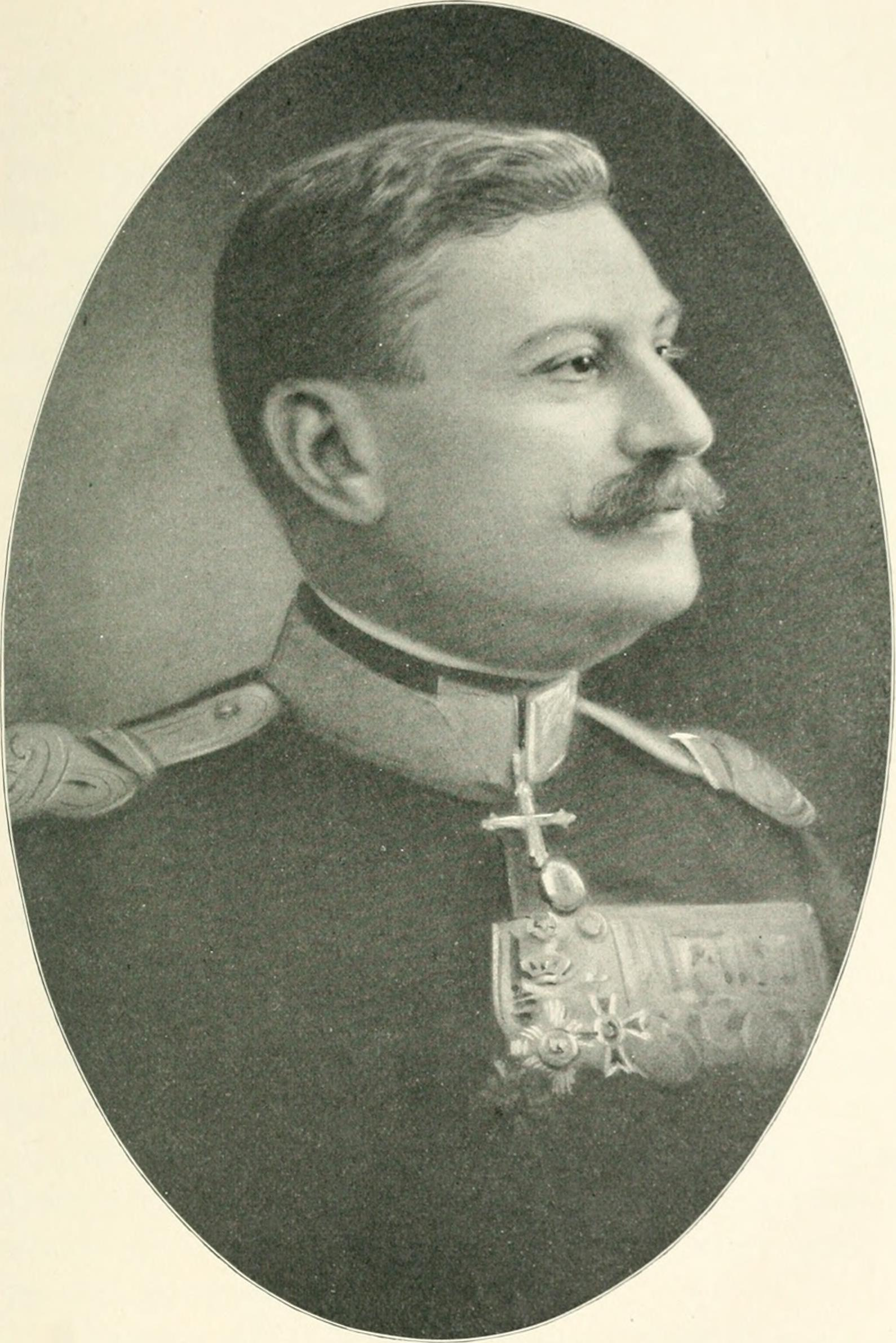
Generalul Eremia Grigorescu

- General de brigadă Eremia Grigorescu

Comandanți de divizie
- Divizia 15 Infanterie - General de brigadă Eremia Grigorescu
- Divizia 2 Cavalerie - General de brigadă Nicolae Sinescu

Comandanți de brigadă
- Brigada 15 Infanterie - colonel Vasile Piperescu
- Brigada 38 Infanterie - general de brigadă Nicolae Rujinschi

### Comandanți ai Puterilor Centrale
Comandant al Armatei 9
- General de infanterie Erich von Falkenhayn

Comandanț al Grupului von Schmettow
- general locotenent  Eberhard von Schmettow

Comandanți de divizie
- Divizia 71 Infanterie austro-ungară - General maiorAnton Goldbach von Sulitaborn
- Divizia 1 Cavalerie austro-ungară - General maior Eugen Ruiz de Roxas
- Divizia 3 Cavalerie germană - general locotenent  Eberhard von Schmettow

## Planurile de operații
în directiva primită de la conducerea superioară de război germană, la data de 12/25 septembrie, se prevedea ca, pe lângă efortul „în direcția generală București”, să se întreprindă o acțiune imediată, cu infanterie și cavalerie puternică prin trecătoarea Oituz spre Târgu Ocna, pentru a tăia comunicațiile românilor cu Moldova, împiedicând astfel și afluirea întăririlor rusești spre Muntenia.:p. 106

## Desfășurarea acțiunilor militare

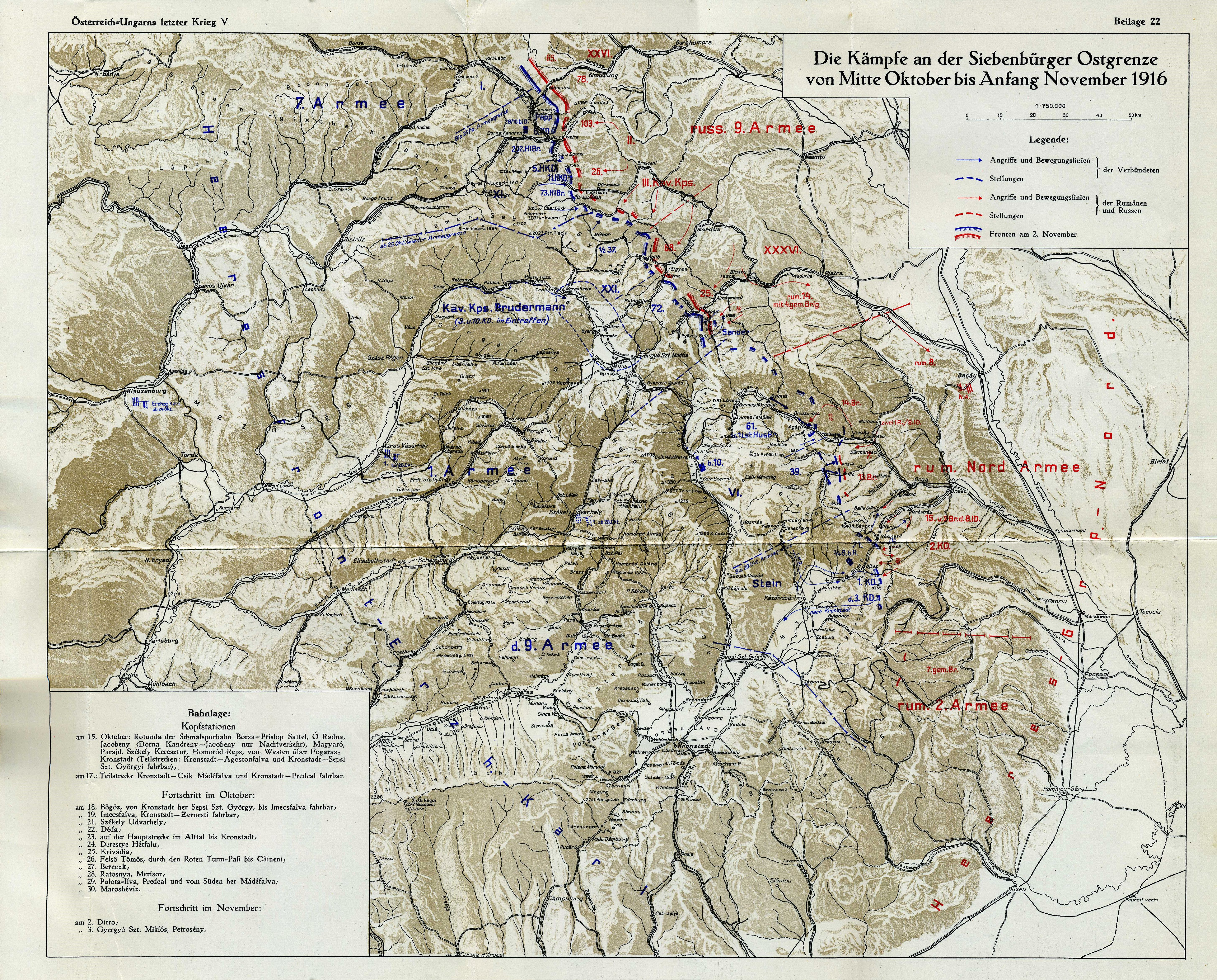
Desfăşurarea acţiunilor militare

## Rezultate și urmări
După atacuri susținute din partea forțelor germane, acestea nu au putut străpunge apărarea trupelor române, rezultatul fiind stoparea ofensivei și respingerea forțelor Puterilor Centrale peste vechea frontieră. Divizia 15 Infanterie și-a câștigat cu acest prilej renumele de „Divizia de fier”, aici născându-se și deviza „Pe aici nu se trece!".:p. 461 În ordinul de operații nr. 288 al comandantului diviziei, din ziua de 13/26 octombrie 1916, se consemna că inamicul a fost respins peste frontieră pe întregul front al diviziei.:p. 426
Eșecul operației avea să fie recunoscut și de comandantul Armatei 9 germane, generalul Erich Falkenhayn, care arăta în memoriile sale - întrucâtva satisfăcut de eșecul planului Marelui Cartier german și al camarazilor austrieci: Domnii de la Pless trebuiesc făcuți atenți că speranța de a deschide drumul prin pasul Oituz, ori pe la Armata I-a austro-ungară, este complet nefondatâ.:p. 118
Divizia 15 Infanterie a suferit pierderi grele: 3 ofițeri și 144 trupă morți, 31 ofițeri și 1118 trupă răniți, 3 ofițeri și 615 trupă dispăruți. Eroismului ostașilor Divizie 15 Infanterie a fost recunoscut de comandantul Armatei de Nord, generalul de divizie Constantin Prezan, în ordinul de zi din 7 octombrie 1916:
Față însă de rezultate bune dobândite de Div. 15-a.
Divizia 15-a, de la comandant și până la soldați, a susținut zilnic și îndelungat timp de 10 zile lupte, în plină izbândă la contra unui vrăjmaș mult superior în număr, cu avânt fără seamăn, demn de admirația tuturor și vitejia strămoșească. Cinste comandantului și Diviziei a 15-a! Eroismul și disprețul morței dovedit cu prisosință, îi dă dreptul la admirațiunea și recunoștința mea.
--- General de divizie Constantin Prezan, comandantul Armatei de Nord